# نرجس محمدي
نرجس كريم محمّدي (وُلِدت في 21 أبريل 1972) هي ناشطة إيرانية في مجال حقوق الإنسان ونائبة رئيس مركز المدافعين عن حقوق الإنسان، الذي ترأسه الحائزة على جائزة نوبل للسلام شيرين عبادي. حازت محمدي جائزة نوبل للسلام عام 2023 على معركتها ضد قمع النساء في إيران.

## حياتها
ولدت نرجس في زنجان بإيران، التحقت بجامعة الإمام الخميني الدولية، وحصلت علي شهادة في الفيزياء، وأصبحت مهندسة محترفة، وخلال مسيرتها الجامعية، كتبت مقالات تدعم حقوق المرأة في الصحيفة الطلابية، وألقي القبض عليها في اجتماعين لمجموعة الطلاب السياسيين «مجموعة الطلاب المضيئة». وكانت نشطة أيضاً في مجموعة تسلق الجبال، ولكن بسبب أنشطتها السياسية منعت من الانضمام إلى مجموعة التسلق.
ثم عملت كصحفية في عدة صحف إصلاحية، ونشرت كتاباً عن مقالات سياسية بعنوان الإصلاحات والاستراتيجية والتكتيكات. في عام 2003، انضمت إلى مركز المدافعين عن حقوق الإنسان، برئاسة الحائزة علي جائزة نوبل للسلام شيرين عبادي؛ وأصبحت في وقت لاحق نائبًا لرئيسة للمنظمة.
في عام 1999، تزوجت من زميلها الصحفي الموالي للإصلاح تقي رحماني، الذي لم يمض وقت طويل على اعتقاله الأول. والذي انتقل إلى فرنسا في عام 2012 بعد أن قضى أربعة عشر عاماً بالسجن، ولكن نرجس ما زالت مواصلة لعملها في مجال حقوق الإنسان. ورزقا بالتوأم "علي" و"كيانا".

## المسائل القانونية
اعتقلت نرجس لأول مرة في عام 1998 لانتقاداتها الحكومة الإيرانية وقضت عاماً في السجن. في نيسان/أبريل 2010، استدعيت إلى المحكمة الثورية الإسلامية لعضويتها في لجنة الصليب الأحمر الإيرانية. وأفرج عنها لفترة قصيرة بكفالة قدرها 50,000 دولار أمريكي، ولكن أعيد اعتقالها بعد ذلك بعدة أيام، واحتجزت في سجن إيفين. وتراجعت صحتها أثناء الاحتجاز، وأصابها الصرع مما تسبب لها بفقد السيطرة على العضلات. وبعد شهر أطلق سراحها وسمح لها بالذهاب إلى المستشفى.
في تموز/يوليو عام 2011، حكمت نرجس مرة أخرى، وأدينت بتهمه «العمل ضد الأمن القومي، وعضوية اللجنة الأثيوبية لحماية المواطنين، والدعاية ضد النظام». في أيلول/سبتمبر، حكم عليها بالسجن لمده 11 سنة. وذكرت نرجس أنها لم تعلم بالحكم إلا من محاميها وأنها «صدر حكم لم يسبق له مثيل مكون من 23 صفحة صدر عن المحكمة وكان فيه أنشطة في مجال حقوق الإنسان لمحاولات إسقاط النظام».في آذار/مارس 2012، أيدت محكمة الاستئناف الحكم، على الرغم من أنه خفض إلى ست سنوات. في 26 نيسان/أبريل، ألقي القبض عليها لتبدأ في الحكم.
احتجت وزارة الخارجية البريطانية على الحكم، ووصفته بأنه «مثال محزن آخر على محاولات السلطات الإيرانية إسكات المدافعين الشجعان عن حقوق الإنسان». وقد عينتها منظمة العفو الدولية سجين رأي ودعت إلى الإفراج الفوري عنها. أصدرت منظمة مراسلون بلا حدود نداء بالنيابة عن نرجس في الذكري التاسعة لوفاة المصورة زهراء كاظمي في سجن إيفين، مشيرة إلى أن نرجس كانت حياتها كسجينة «في خطر خاص». في تموز/يوليو 2012، دعت مجموعة دولية من المشرعين إلى إطلاق سراحها، بمن فيهم عضو مجلس الشيوخ الأمريكي مارك كيرك، والمدعي العام الكندي السابق اروين كوتلر، وعضو البرلمان البريطاني دينيس ماكشين، والنائب الأسترالي مايكل دانبي، والنائب الإيطالي فياما نيرنستين، والنائب الليتواني إيمانويلس زينجيريس. في 31 يوليو/تموز 2012، تم الإفراج عن نرجس.
في 31 تشرين الأول/ أكتوبر 2014، أدلت نرجس بخطاب مؤثر في مقبرة ستار بهشتي، قائلة: "كيف يقترح أعضاء البرلمان خطة الأمر بالمعروف والنهي عن المنكر، ولم يتحدث أحد قبل عامين، عندما قتل إنسان بريء اسمه "ستار بهشتي" تحت التعذيب في يد محققه؟"وعلى الرغم من العنف الشديد الذي تعرض له ستار، والذي قابلته ضجة دولية في عام 2012، قضيته لا تزال تثير تساؤلات وسجن إيفين لا يزال شاهداً على التعذيب والاعتقالات غير العادلة للمدافعين عن حقوق الإنسان اليوم. وسرعان ما انتشر فيديو خطاب نرجس في 31 تشرين الأول/أكتوبر على شبكات التواصل الاجتماعي مما أدى إلى استدعائها إلى محكمة سجن إيفين. وقالت: "في الاستدعاء الذي تلقته في 5 تشرين الثاني/ نوفمبر 2014، "قيل لي أنه يتعين علي أن أدير للاتهامات، ولكن لا يوجد مزيد من التوضيح عن هذه الاتهامات".
في 5 أيار/مايو 2015، اعتقلت نرجس مرة أخرى تحت ظل اتهامات جديدة.

## التقدير
في عام 2009، تلقت نرجس جائزة الكسندر لانغر، لناشط السلام الكسندر لانغر. وكانت الجائزة بقيمة 10,000 يورو. وفي 2011 حصلت على جائزة بير أنجر، جائزة الحكومة السويدية الدولية لحقوق الإنسان. وفي 2016 حصلت على جائزى حقوق الإنسان لمدينة فايمار الألمانية.
حازت نرجس في عام 2023 جائزة نوبل للسلام لمعركتها ضد قمع النساء في إيران ودفاعها عن حقوق الإنسان، وهي الآن تقبع بالسجون الإيرانية على خلفية التظاهرات التي خرجت بعد مقتل مهسا أميني عام 2022. وقالت في رسالة سُربت من السجن المحتجزة فيه وبثها التلفزيون السويدي في 4 ديسمبر 2023 إنها ستواصل نضالها من أجل حقوق الإنسان حتى لو دفعت حياتها ثمناً لذلك.